# زهرة بوراس
زهرة بوراس (من مواليد 13 يناير 1987) هي رياضية جزائرية لسباقات المضمار والميدان، متخصصة في سباقي 400 متر و800 متر. هي حاملة الرقم القياسي الوطني الجزائري في سباق 400 متر وبطلة أفريقيا في سباق 800 متر لعام 2010. فشلت بوراس في 5 يونيو 2012 في السيطرة على المنشطات بعد السباق، وكانت النتيجة إيجابية بالنسبة للمنشطات المحظورة مثل الستيرويد والستانوزولول، لذلك منعت من المنافسة لمدة عامين.

## السيرة الذاتية
زهرة بوراس هي ابنة عمار بوراس، رياضي سابق ومدرب حسيبة بولمرقة، أول جزائرية تفوز بلقب أولمبي. تنافست بوراس في البداية على مستوى الكبار في سباق 400 متر، مسجلة رقماً قياسياً وطنياً جزائرياً قدره 52.98 ثانية للمسافة في ريلينغن في 1 يونيو 2009. بعد ذلك، شاركت بوراس في سباق 800 متر بشكل أساسي، وحققت إنجازها الدولي في يونيو 2010.، كسر حاجز الدقيقتين لأول مرة في تحقيق النصر في نصب تذكاري لجوزيف أودلوزيل في براغ.
حصلت بوراس على أول لقب كبير لها في بطولة أفريقيا لألعاب القوى 2010 في نيروبي، حيث هزمت بطلة العالم السابقة والمفضلة على أرضها جانيث جيبكوسجي لتفوز بلقب سباق 800 متر. أدى هذا الفوز إلى اختيارها للمنتخب الأفريقي في كأس القارات 2010 في سبليت بكرواتيا، حيث احتلت المركز السادس.
في عام 2011، قامت بوراس بتحسين أفضل ما لديها على مسافة 800 متر إلى 1:59.21 دقيقة لتحقق فوزها الثاني على التوالي في نصب جوزيف أودلوزيل التذكاري. رامساك، بوب (2011/06/14). تحسنت سبوتاكوفا إلى 65.77 مترًا في براغ. الاتحاد الدولي لألعاب القوى. شاركت في بطولة العالم، وتقدمت إلى المرحلة نصف النهائية في 800 متر.
قامت بوراس بتحسين أفضل رقم شخصي لها في سباق 800 متر إلى 1:58.78 في الفوز في حدث جولة برو أثلي في مونتروي في 5 يونيو 2012. ومع ذلك، فقد فشلت في مرحلة ما بعد السباق. مراقبة المنشطات - كانت نتيجة الاختبار إيجابية للستيرويد المنشطة المحظور ستانوزولول، وتم تجريدها من فوزها وإيقافها عن المنافسة لمدة عامين، مما أدى إلى استبعادها من بطولة أفريقيا لألعاب القوى 2012 والألعاب الأولمبية.

## أفضل النتائج الشخصية
| حدث   | الوقت (ثانية:دقيقة) | مكان              | تاريخ        |
| ----- | ------------------- | ----------------- | ------------ |
| 400 م | 52.98               | ريهلينجن، ألمانيا | 1 يونيو 2009 |
| 800 م | 1:58.78             | فرنسا، مونتروي    | 5 يونيو 2012 |